# کشتار اسپایکر
کشتار در پایگاه هوایی اسپایکر کشتاری جمعی بود که به‌دست نیروهای داعش در پایگاه هوایی اسپایکر و کاخ ریاست‌جمهوری صدام در تکریت عراق اتفاق افتاد. این کشتار پس از سقوط موصل و تکریت و هجوم داعش به پایگاه هوایی اسپایکر در تاریخ ۱۲ ژوئن ۲۰۱۴ شروع شد و چند روز به طول انجامید. در این واقعه، ۱٬۰۹۵ تا ۱٬۷۰۰ دانشجوی شیعه قتل‌عام شدند.
در زمان سقوط موصل، حدود ۵۰۰۰ تا ۱۰۰۰۰ دانشجوی نظامی غیرمسلح در پایگاه هوایی اسپایکر حضور داشتند که بنابر گزارش منابع، ۳۰۰۰ نفر از آنان توسط عشایر تکریت اسیر شده و به کاخ ریاست‌جمهوری صدام در تکریت منتقل شدند. سران عشایر عراقی که غالباً از باقیماندگان حزب بعث بودند، به این نتیجه رسیدند تا اسیران شیعه و غیرمسلمان را به قتل برسانند. قتل‌عام اسیران از ظهر روز ۱۲ ژوئن آغاز شد و در روز ۱۳ ژوئن، اسیران به نیروهای داعش تحویل شدند. پس از برقرار شدن دادگاه شرع داعش، باقی اسیران شیعه به اعدام محکوم شدند و اسیران سنی به شرط توبه، آزاد شدند. از همین رو ۱٬۰۹۵ تا ۱۷۰۰ دانشجوی شیعهٔ غیرمسلح این پایگاه هوایی به‌طور جمعی قتل‌عام شدند. این کشتار از نظر تعداد قربانیان، بزرگ‌ترین عملیات تروریستی تاریخ پس از حملات ۱۱ سپتامبر است.
وزارت بهداشت عراق، آمار رسمی کشته‌شدگان در این جنایت را ۱۹۰۷ نفر گزارش کرده‌است. نیروهای داعش پس از قتل قربانیان، که غالباً دانشجویان نظامی زیر ۲۰ سال بودند، آنان را به درون رود دجله انداختند یا در گورهای دسته‌جمعی، دفن کردند. به گزارش برخی منابع، گروهی از اسیران زنده‌به‌گور شدند. این واقعه یکی از ۱۰ حمله بزرگ جهان در دو دهه اخیر بوده‌است.
داعش از این قتل‌عام فیلم‌هایی را تهیه کرد تا بتواند در میان مردم عراق و خصوصاً شیعیان، رعب و وحشت ایجاد کند. این فاجعه انسانی، یکی از انگیزه‌های اصلی عراقی‌ها در کنار فتوای جهاد سید علی سیستانی بود که سبب تشکیل حشد الشعبی شد. پس از این واقعه، دولت عراق در زمینه یافتن اجساد و دستگیری متهمان، تلاش‌های بسیاری کرد که به یافتن گورهای دسته‌جمعی متعددی در اطراف منطقه کاخ ریاست جمهوری در تکریت و پایگاه اسپایکر شد. در یکی از عملیات‌های تفحص برای یافتن اجساد قربانیان این کشتار، غواصان توانستند ۸۰ جسد را در حاشیه رودخانه دجله بیابند. تا تاریخ ۱ فرودین ۱۳۹۷، تعداد ۱۱۵۰ جسد از اجساد کشته‌شدگان کشتار اسپایکر، تفحص شده‌است. همچنین تعدادی از متهمان دستگیر و پس از محاکمه به اعدام محکوم شدند. دولتمردان عراقی همواره تأکید بر رسیدگی دقیق و شفاف به پرونده این کشتار بوده‌اند. همچنین در خصوص این فاجعه، فیلم‌های مستندی همچون مستند اسپایکر تهیه و منتشر شده‌است.

## پیش‌زمینه

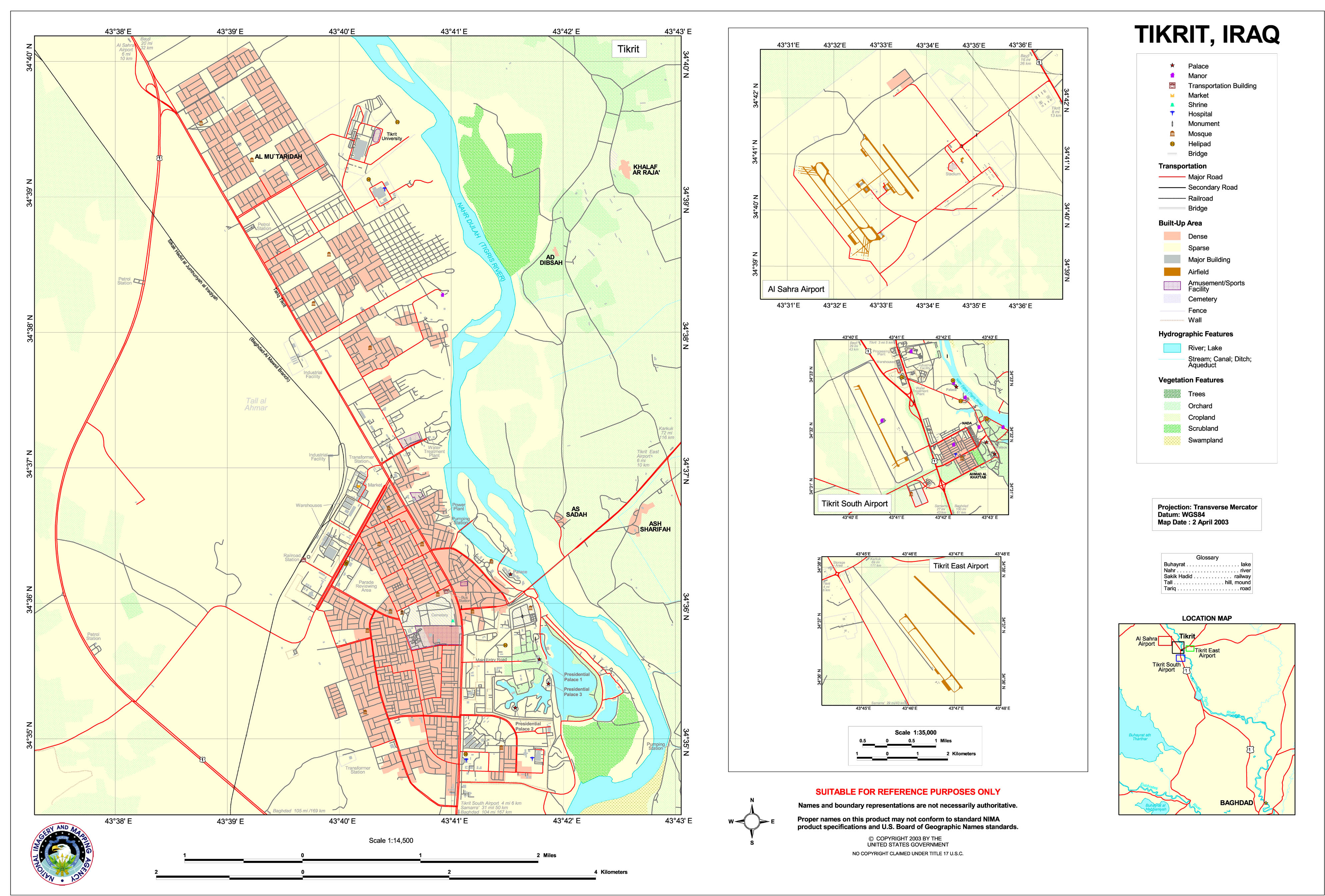
نقشه شهر تکریت (فرودگاه الصحرا، نام دیگر پایگاه هوایی اسپایکر)

دولت اسلامی عراق و شام (به اختصار داعش) که در سال ۱۹۹۹ میلادی و توسط ابومصعب زرقاوی در افغانستان شکل گرفت، ابتدا با نام جماعت توحید و جهاد (JTWJ) انسجام یافت و یکی از شاخه‌های القاعده محسوب می‌شد. بعدها با اختلافات ابومصعب زرقاوی و گروه القاعده، این گروه توانست در سال‌های بین ۱۹۹۹ تا اواسط دههٔ ۲۰۰۰ میلادی، به موفقیت‌هایی در عراق و شام دست یابد. این موفقیت‌ها سبب شد تا رهبر گروه، به شهرت جهانی برسد. یکی از اهداف این گروه، تصفیهٔ گروه‌های اسلامی از گروه‌های مرتد عنوان شده‌بود. بعدها نام گروه به «دولت اسلامی عراق در عراق و شام» تغییر یافت و به اختصار آیسیس (Isis) یا داعش خوانده می‌شد. نیروهای داعش در سال ۲۰۱۳ مناطقی از عراق و سوریه را به تصرف خود درآوردند و در سال ۲۰۱۴ به سمت تکریت و بغداد در عراق در حرکت شدند. آن‌ها توانستند تا رودخانه فرات در عراق پیشروی کنند و شهر موصل را در ۱۰ ژوئن به تصرف خود درآوردند. سقوط موصل، دومین شهر بزرگ عراق که پس از ۵ روز نبرد بین داعش و نیروهای ائتلاف ضد داعش رخ داد، سرانجام با تحت کنترل قرار گرفتن ۱٫۸ میلیون جمعیت شهر به‌دست داعش، پایان یافت. در پی سقوط موصل، نوری مالکی، نخست‌وزیر عراق، اعلام آماده‌باش حداکثری کرد. پس از تصرف موصل، داعش به سمت جنوب و استان صلاح‌الدین در حرکت شد. به گزارش سازمان بین‌المللی مهاجرت، ۵۰۰ هزار نفر از اهالی موصل، در طی حملهٔ داعش به این شهر، مجبور به فرار از شهر شدند. داعشیان همچنین ساختمان کنسولگری ترکیه با ۴۸ نفر دیپلماتش را، به تصرف خود درآوردند و آن‌ها را به عنوان گروگان اسیر نمودند. در روز ۱۰ ژوئن، بخش‌هایی از استان کرکوک نیز به تصرف داعش درآمد. داعشی‌ها توانستند معبری را برای عبور از سوریه به عراق اشغال کنند. نیروهای پیشمرگه نیز توانستند کنترل سد موصل را از داعشیان بازپس گیرند. در ۱۱ ژوئن، کنترل شهر تکریت -در ۱۵۰ کیلومتری بغداد- نیز به دست داعش افتاد. در سقوط تکریت، پادگان ضلوعیه در جنوب تکریت نیز به‌دست داعش افتاد. بعد از تسلط داعش بر تکریت بود که ستاد فرماندهی داعش، فرمان حرکت به سوی بغداد و کربلا را صادر کرد. این پیام توسط ابومحمد عدنانی -سخنگوی داعش- به اعضاء این گروه ابلاغ شد. پس از آشفتگی ایجاد شده پس از سقوط موصل و در ۱۲ ژوئن، دولت عراق مدعی بازپس گرفتن شهر تکریت می‌شود. برخی منابع، از حضور نیروهای نظامی ایرانی در بازپس‌گیری تکریت گزارش کرده‌اند.
پایگاه هوایی اسپایکر، بزرگ‌ترین پایگاه هوایی کشور عراق است که واقع در غرب منطقهٔ تکریت و استان صلاح‌الدین است. گفته می‌شود این پایگاه در سال ۲۰۰۳ توسط آمریکایی‌ها به نام اسپایکر تغییر نام یافت. مایکل اسکات اسپایکر، یکی از خلبانان آمریکایی کشته شده در عراق بود که به یاد او، این پایگاه به نام او خوانده شد. تا پیش از این، پایگاه به‌نام فرودگاه هوایی الصحرا شناخته شده‌بود. مکان پایگاه در فاصله ۱۷۰ کیلومتری شمال بغداد و ۱۱ کیلومتری غرب رود دجله واقع شده‌است. تصرف سه زیربنای اساسی عراق، یعنی پالایشگاه بیجی، پایگاه هوایی اسپایکر و سد حدیثه، از اهداف اساسی نیروهای داعش در عراق بود. اهمیت این پایگاه، در احاطهٔ آن بر منطقهٔ شمال عراق و امکان پوشش هوایی بر تمام منطقه از این پایگاه است.

## شرح واقعه

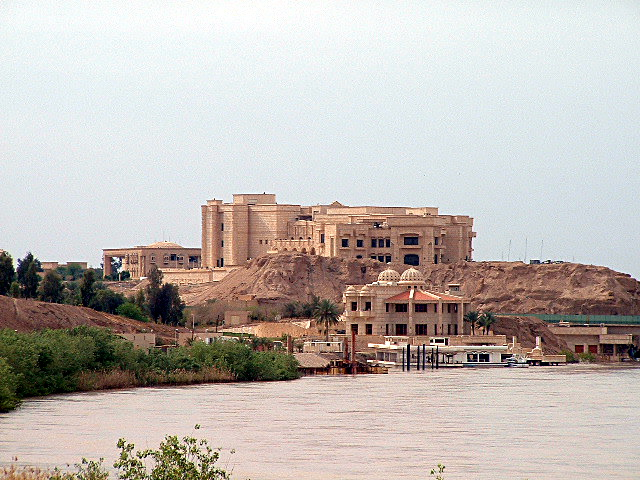
نمایی بیرونی از کاخ صدام (محل وقوع کشتار)

یکی از سربازان نجات‌یافته از کشتار اسپایکر به نام قاسم، واقعه را چنین گزارش می‌کند که به دستور فرماندهان، تعدادی از دانش‌آموختگان نظامی از استان‌های مختلف به استان صلاح‌الدین منتقل شدند. در ساعت ۱۰ شب ۱۱ ژوئن ۲۰۱۴، حدود سه هزار نفر به پایگاه اسپایکر منتقل شدند. این انتقال با وجود این‌که استان‌های صلاح‌الدین، موصل و مناطق اطراف این دو استان در اشغال داعش بوده‌است و این گروه غیرمسلح بودند صورت گرفته‌است. در این حال، فرمانده پایگاه به نیروهای تازه‌وارد اطمینان می‌دهد که در پایگاه، در امان خواهند بود. فردای آن روز، در ۱۲ ژوئن، به دستور فرماندهی پایگاه اسپایکر، همهٔ افراد، ۱۵ روز مرخصی دریافت کردند. به آنان دستور داده شد برای خروج از پایگاه، مدرک و لباس نظامی همراه نداشته‌باشند. سرانجام سربازان به وسیله کامیون‌های نظامی به نزدیک بزرگراه تکریت-موصل منتقل شدند و از آن‌جا پیاده منتظر خودروی کرایه‌ای ماندند. در این حین، اتومبیلی حامل افراد مسلح، آن‌ها را به قصد رساندن به مقصد و کمک با خود همراه ساخت. در نهایت همه افراد توسط افراد مسلح، اسیر و به کاخ ریاست‌جمهوری در تکریت منتقل شدند. در کاخ، پس از بررسی‌ها و بازجویی‌های طولانی، نیروهای شیعه از غیرشیعه جدا و تمام شیعیان کشته شدند. باقی افراد در انتظار دادگاه شرع داعش ماندند تا حکم آنان اعلام شود. به تعبیر یکی دیگر از بازماندگان حادثه به نام کاظم، گروهی از سربازان پایگاه اسپایکر، اقدام به تعویض لباس نظامی به لباس معمول کردند و تصمیم به فرار از پایگاه داشتند. این گروه ۳۰۰۰ نفره پس از خروجشان از پایگاه، به سمت بغداد در حرکت شدند؛ اما پس از طی مسافتی به گروهی ۵۰ نفر نیروی مسلح برخورد کردند. نیروهای مسلح به نظامیان تحت تعلیم اطمینان دادند که آن‌ها را به بغداد رسانده و نجات خواهند داد؛ اما پس از سوار شدن بر کامیون‌ها، به کاخ ریاست‌جمهوری صدام در تکریت منتقل شدند.
الجبوری -رئیس پارلمان عراق- در بیان علت خروج دانشجویان نظامی از پایگاه که منجر به اسارت آنان شد، به اظهارات ضد و نقیض در این‌باره اشاره کرده‌است و توضیح می‌دهد؛ برخی از فرماندهان پایگاه به وی خبر داده‌اند که نیروها بدون دستور و اجازه از پایگاه خارج شده‌اند؛ اما برخی از نیروها، به اجازه فرماندهان و اعطای مرخصی به آنان برای خروج از پایگاه اشاره دارند. پدر یکی از مفقودین حادثه گزارش می‌کند که پسرش در ۱۲ ژوئن با او تماس گرفته‌است و از بازگشتش به منزل به خاطر دریافت دو هفته مرخصی از جانب فرماندهان خبر داده‌است. چندین نفر از شاهدان نیز اظهار داشته‌اند که خروج سربازان از پایگاه، به دستور فرماندهان پایگاه و به شکل اجباری صورت گرفته‌است. حسن خلیل، یکی دیگر از سربازان بازمانده از این کشتار نیز به خیانت فرماندهان برای تسلیم دانشجویان به داعش معتقد است و گزارش می‌کند که فرماندهان در هنگام خارج کردن دانشجویان از پایگاه، به آنان اطمینان امنیت راه و حمایت قبایل عرب را داده‌اند. نیروهای مسلحی که سربازان را به کاخ ریاست‌جمهوری منتقل کردند و کمی بعد در ۱۳ ژوئن، آن‌ها را تسلیم داعش کردند، از نیروهای مسلح عشایر منطقه بودند. همین امر سبب شده‌است تا سربازان بدون مقاومت و با اطمینان به عشایر، به کاخ ریاست جمهوری منتقل شوند.
از سوی دیگر، داعشی‌ها توانستند در همان روز ۱۲ ژوئن، به سرعت خود را به باند پایگاه رسانده و آنجا را اشغال کنند. دولت عراق و به ادعای برخی منابع ایرانی، ائتلاف ضد داعشی در عراق که شامل آمریکا نیز می‌شود؛ در مواجهه با این حمله به پایگاه، اقدام به بمباران بخش‌هایی از پایگاه کردند. نیروهای عراقی نیز به سمت پایگاه در حرکت شدند و درگیری آغاز شد. در این درگیری‌ها، ۲۵–۳۵ نفر از داعشی‌ها کشته شدند. گفته می‌شود افرادی از عشایر منطقه و مسئولان نظامی و محلی منطقه که گرایش به حزب بعث داشتند، در این کشتار با داعش همکاری داشتند. در این خصوص کمیساریای مستقل حقوق بشر در گفتگویی اعلام کرد که بر اثر شهادت و گفته شاهدان، برخی از افراد عشایر و گروهی منسوب به القاعده، در این کشتار دست داشته‌اند. به گزارش صوت العراق، عشیره آلبو ناصر، آلبو عجیل و الجبور به‌طور مشخص در همراهی داعش نقش داشتند. الجبیری نیز به کشته‌شدن قربانیان این جنایت به دست بازماندگان خاندان صدام معتقد است. دستگاه قضایی عراق نیز تمام شرکت‌کنندگان در این جنایت را عضو حزب بعث دانست که به داعش پیوستند.
بنابر گزارش‌هایی، قبایل عرب که در کاخ ریاست جمهوری اجتماع کرده بودند در خصوص سربازان اسیر به گفتگو پرداختند و دو گزینه معامله با دولت مستقر عراق یا دریافت پول در ازای آزادی اسیران مطرح شد؛ در نهایت با استدلال‌های برخی از طایفه‌های منسوب به حزب بعث، قرار بر آن شد تا سربازان شیعه کشته شوند. استدلال این گروه برای این پیشنهاد آن بود که تا چند روز دیگر، حکومت مستقر در بغداد سقوط خواهد کرد و حکومت بعث دوباره باز خواهد گشت و یکی از اهداف حکومت بعث، کم کردن شیعیان عراق است؛ بنابراین پیشنهاد قتل اسیران شیعه، پذیرفته شد. در عصر روز ۱۲ ژوئن کشتار آغاز شد تا آنکه در ۱۳ ژوئن، اسیران به نیروهای داعش رسیده از موصل تحویل شدند. داعشی‌ها دادگاه شرعی را برگزار کردند. این دادگاه، سنی مذهبانی که توبه کرده‌باشند آزاد شدند و شیعیان به اعدام محکوم شدند. داعشی‌ها در حین اجرای کشتار جمعی سربازان اسپایکر، به صورت آنلاین اقدام به انتشار تصاویر نمودند که در آن فیلم‌ها، افرادی مسلح با چهره‌های پوشانده، در کنار رود دجله، با شلیک به سر سربازان، آن‌ها را به داخل رودخانه می‌انداختند. در تصاویر دیگر، تیرباران شدن سربازانی که دست‌هایشان بسته بود به تصویر کشیده‌شده‌است. جمعی از کشته‌شدگان این فاجعه، توسط نیروهای داعش با چاقو سر بریده شدند. پس از این کشتار، رسانه‌های داعش، برخی از عکس‌های کشتار را با تیترهای ارعاب‌آور، که احتمالاً برای ایجاد وحشت بین شیعیان بوده‌است منتشر کردند. از میان سربازان اسیر شده، حدود ۴۰۰ سرباز امکان فرار پیداکردند و برای نجات خود، به مناطق مسکونی اطراف کاخ ریاست‌جمهوری پناه بردند؛ اما با خشونت فرقه‌ای مواجه و غالباً توسط اهالی این مناطق کشته شدند.

## تلفات
در زمان سقوط تکریت، حدود ۴۰۰۰ دانشجوی نظامی غیرمسلح در پایگاه اسپایکر حضور داشتند. که همگی به اسارت نیروهای داعش درآمدند. گزارش‌ها حاکی از آن است که داعش پس از اشغال موصل و تکریت، بیش از ۲۰۰۰ نفر از دانشجویان نظامی و غیرمسلح عراقی را به اسارت درآورده و با انتقال به کاخ ریاست‌جمهوری در تکریت، همهٔ آنان را به قتل رسانده‌است. قاسم سلیمانی، فرمانده وقت سپاه قدس و از فرماندهان ائتلاف علیه داعش، در بخشی از سخنان خود، تعداد کشته‌شدگان این جنایت را ۲۲۰۰ نفر از جوانان دانشکده اسپایکر معرفی کرد. منابع خبری به نقل از مقامات عراقی از ۱۷۰۰ نفر دانشجوی شیعه یاد کردند که همگی زیر ۲۲ سال سن داشتند و در این فاجعه کشته شدند و احتمالاً برخی از آنان در اسارت داعش ماندند. داعش در اطلاعیه رسمی خود پس از این حمله، تعداد شیعیان کشته‌شده را ۱۷۰۰ نفر عنوان کرده‌است. دیده‌بان حقوق بشر نیز کشته‌شدن ۵۶۰ تا ۷۷۰ سرباز دستگیر شده از پایگاه اسپایکر را در نزدیکی شهر تکریت تأیید کرده‌است. این نهاد تعداد مجموع کشتگان این حمله را نیز ۲۱۳۴ نفر یاد کرده‌است. بیشترین آمار در خصوص کشته‌شدگان این فاجعه، ۲۵۰۰ نفر است که پایگاه خبر صوت العراق طی خبری در سال ۲۰۱۸ منتشر کرده‌است. از این میان ۱۷۰۰ نفر از سربازان جدید و نوآموز و ۱۵۷ نفر از سربازان آموزش‌دیدهٔ نیروی هوایی عراق بوده‌اند.
با وجود آن‌که وزارت دفاع عراق و رسانه‌های دولتی در اولین واکنش به ادعای اعدام‌ها توسط داعش، این خبر را انکار کرد؛ اما چندی بعد، وزارت بهداشت این کشور، آمار رسمی کشته‌شدگان این حمله را ۱۹۰۷ نفر به تفکیک استان‌های محل زندگی آنان، اعلام نمود. همین نهاد رسمی، طی اطلاعیه‌ای تعداد مفقودین این واقعه را ۱۹۹۷ نفر ذکر کرده‌است. سخنگوی فرماندهی نیروهای مسلح عراق، در جلسهٔ مجلس عراق، از ۱۱٬۰۰۰ مفقود در منطقهٔ تکریت تا سپتامبر ۲۰۱۴ یاد کرده‌است. گاردین نیز با اشاره به کشتار اسپایکر، این حملهٔ داعش را یکی از ۱۰ حملهٔ بزرگ دو دههٔ گذشته خواند و تعداد قربانیان این واقعه را ۱۵۰۰ نفر دانست.
همچنین در گزارش داعش، از آزاد شدن ۸۰۰ اسیر سنی‌مذهب یاد شده‌است که به گفتهٔ داعشی‌ها، توبه کرده‌اند. به گفتهٔ نوری مالکی، گروهی از اسیران به‌عنوان گروگان در استان انبار نگهداری می‌شدند. داعشی‌ها، پس از به‌قتل رساندن قربانیان، اجساد آنان را به رودخانه انداختند و گروهی دیگر را در گورهای دسته‌جمعی دفن کردند. برخی منابع از زنده‌به‌گور کردن برخی از این دانشجویان یاد کرده‌اند. تا تاریخ ۱ فرودین ۱۳۹۷، تعداد ۱۱۵۰ جسد از اجساد کشته‌شدگان کشتار اسپایکر، تفحص شده‌است. تعداد زیاد کشته‌شدگان این حمله، مرگبارترین جنایت فرقه‌ای در تاریخ اخیر عراق را شکل داده‌است.
بر پایهٔ گزارش سایت رسمی داعش، در حمله به پایگاه هوایی اسپایکر، تعداد دو هلیکوپتر در هوا، چندین فروند، بر روی زمین و وسایل نقلیه بسیاری از نیروهای ارتش عراق منهدم شدند. در این حملات، ذخایر سوخت و تجهیزات ارتباطی پایگاه نیز مورد تهاجم و تخریب کامل قرار گرفته‌است.

## پیامدها
منابع به دنبال این حادثه و در تحلیل علل این اقدام داعش، انتقام‌جویی از شیعیان را به عنوان یکی از انگیزه‌های داعش مطرح کرده‌اند. بر اساس این تحلیل که توسط علی شهبازی در مجله مطالعات منطقه‌ای منتشر شده‌است، این حس انتقام‌جویی در دوران استبداد دولت شیعی مرکزی به ریاست نوری مالکی در عراق شکل گرفته‌است. همچنین در این تحلیل دیگر انگیزه این حرکت داعش، در اختیار نداشتن علوم و فنون نظامی بیان شده‌است. بر این اساس داعش که از توان نظامی و صنعت هوایی کمتری نسبت به جبهه مقابل خود برخوردار بوده‌است، دست به تخریب و حمله بر علیه نداشته‌های خود زده و خشم ناشی از این ضعف را بر سر دانشجویان نظامی تخلیه کرده‌است. روزنامه نیویورک تایمز در گزارشی، یکی از اهداف داعش از این عملیات را ایجاد حس انتقام جویی در نیروهای مقابل (مشخصا شیعیان) دانست تا داعش بتواند با این حربه، جنگ‌های فرقه‌ای را در عراق شدت ببخشد. از همین رو سید علی سیستانی -از مراجع تقلید شیعه در عراق- طی اطلاعیه در روز شنبه (۲۸ تیر ۱۳۹۳–۱۹ ژوئیه ۲۰۱۴)، از تمام گروه‌ها و جریانات عراق، در دوران پرآشوب عراق، دعوت به خویشتنداری نمود. خانواده قربانیان نیز در اقداماتی، اعتراض خود را به دولت بابت عدم شفافیت در اطلاعات این کشتار و عدم تحویل اجساد قربانیان نشان دادند. در این اعتراضات، متعرضان به پارلمان عراق حمله، به اسباب آن آسیب رساندند و برخی از کارکنان پارلمان را مورد ضرب و شتم قرار دادند.

### یافت گورهای دسته جمعی
در اسفند ۱۳۹۳ (مارس ۲۰۱۵) و پس از آزادی تکریت از دست داعش، ده‌ها گور دسته جمعی از کشته‌شدگان قتل‌عام اسپایکر کشف شد. ارتش عراق شهر تکریت و مناطق اطراف آن را به‌طور کامل در نیمه اول فروردین ۱۳۹۴ (روزهای آغازین آوریل ۲۰۱۵) از داعش بازپس گرفت و تا تاریخ ۲۰ خرداد ۱۳۹۴ (۱۰ ژوپن ۲۰۱۵)، بقایای ۵۹۷ جسد از کشته‌شدگان اسپایکر را کشف کرد. دولت عراق تعداد این گورها را جمعاً ۱۱ گور دسته‌جمعی کشف شده تا تاریخ ۱۹ فروردین ۱۳۹۴ (هشتم آوریل ۲۰۱۵) دانسته‌است. به گزارش سی‌ان‌ان، برخی از اجساد یافت شده، با دست بسته دفن شده بودند. غواصان توانستند در ۱۶ دی ۱۳۹۵ (۵ ژانویه ۲۰۱۷)، جسد ۸۰ تن از قربانیان این خشونت را در حاشیه رود دجله، محدوده‌ای نزدیک به کاخ ریاست‌جمهوری استان صلاح الدین بیابند. در آوریل ۲۰۱۸، وزارت بهداشت عراق از یافتن ۱۵۸ جسد از قربانیان کشتار اسپایکر در نزدیکی کاخ ریاست‌جمهوری در تکریت خبر داد. چندی بعد، کمیته یادبود کشتار اسپایکر، به تاریخ ۱۷ تیر ۱۳۹۷ (۸ ژوئیه ۲۰۱۸) از کشف ۳۶ جسد در کاخ ریاست‌جمهوری صلاح الدین خبر داد که به صورت دسته جمعی دفن شده‌اند. به گزارش دویچه وله، بزرگترین گور دسته‌جمعی کشف شده تا کنون، شامل ۴۰۰ جسد از کشته‌شدگان این کشتار بوده‌است. سازمان ملل در سال ۲۰۱۸، تعداد گورهای دسته جمعی در تکریت عراق را ۲۰۲ عدد اعلام نمود که ۶ تا ۱۲۰۰۰ کشته یافت شده‌است. کشف این گورهای دسته جمعی و خروج اجساد قربانیان از آن، با کمک سازمان‌های جهانی همچون صلیب سرخ صورت گرفته‌است. دیده‌بان حقوق بشر نیز از ضعف عملکرد دولت عراق در شناسایی اجساد کشته‌شدگان این فاجعه، ابراز نارضایتی کرد.

### دستگیری، اعترافات و اعدام متهمان

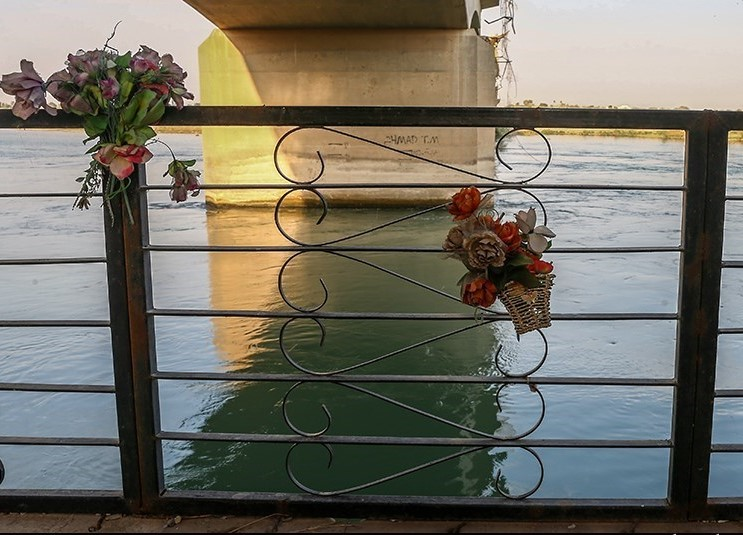
جسد برخی از قربانیان، پس از کشته شدن به رودخانه انداخته شده‌است.

به عقیده پژوهشگران حوزه حقوق، جنایت اسپایکر در صورتی که به قصد از بین بردن شیعیان صورت گرفته باشد، مصداق نسل کشی خواهد بود و در غیر این صورت، مصداق جنایت جنگی است. رئیس‌الوزراء دولت نوری مالکی، در تاریخ ۵ شهریور ۱۳۹۳ (۲۷ اوت ۲۰۱۴)، از تشکیل نیروی امنیتی ویژه‌ای با نام «مجموعة الثأر لشهداء سبایکر» برای تشخیص و شناسایی عاملان این کشتار خبر داد. در بهمن ۱۳۹۳ (فوریه ۲۰۱۵)، ماجد اعرجی رئیس دادگاه پژوهش‌های مرکزی ویژه پرونده‌های تروریسم و جنایت‌های سازمان یافته مستقر در بغداد اعلام کرده‌است: ۳۰ نفر از متهمان کشتار «پایگاه هوایی اسپایکر» در تکریت دستگیر شدند که ۱۶ متهم به ارتکاب جنایت اعتراف کردند. چند ماه بعد در تاریخ ۱۹ خرداد ۱۳۹۴ (۹ ژوئن ۲۰۱۵)، در اولین جلسه از دادگاه متهمان کشتار اسپایکر، ۲۴ نفر از متهمان به اعدام محکوم شدند و چند تن دیگر به جهت نبود شواهد کافی، حکم آزادی دریافت کردند. پس از قرائت رای دادگاه، چند تن از متهمان، اعترافات خود مبنی بر شرکت داشتن در کشتار اسپایکر را انکار کردند. در ۱۹ آذر ۱۳۹۴ (۱۰ دسامبر ۲۰۱۵)، پلیس فنلاند با همکاری سرویس‌های اطلاعاتی این کشور، دو مظنون را از روی فیلم‌های منتشر شده توسط داعش مربوط به کشتار اسپایکر، شناسایی و دستگیر نمود. در ۳۱ مرداد ۱۳۹۵ (۲۱ اوت ۲۰۱۵)، وزارت دادگستری عراق اعلام کرد که تا کنون، حکم اعدام ۳۵ نفر از محکومان پرونده کشتار اسپایکر اجرا شده‌است. در اول شهریور ۱۳۹۵ (۲۲ اوت ۲۰۱۶)، وزارت دادگستری عراق در مراسمی با حضور برخی از خانواده‌های قربانیان، حکم اعدام برخی از متهمان این جنایت را به اجرا درآورد. آسوشیتد پرس و بی‌بی‌سی، تعداد اعدام شدگان را ۳۶ نفر گزارش کرده‌است که از بین ۶۰۰ متهم به شرکت در کشتار اسپایکر به اعدام محکوم شده بودند. در اوت ۲۰۱۷ نیز شورای عالی قضایی عراق، ۲۷ نفر از متهمان پرونده کشتار اسپایکر را به اعدام محکوم کرد. ۲۵ نفر دیگر نیز به جهت عدم وجود مدارک کافی، تبرئه شدند. این حکم به تاریخ ۲۱ اوت ۲۰۱۷ برای ۳۶ نفر از متهمان، توسط دادگاه عراق و در زندان ناصریه، اجرا گردید. دولت عراق پیش از آن نیز ۳۱ نفر از شرکت کنندگان دراین جنایت را در تاریخ ۲۳ ژانویه ۲۰۱۷ اعدام کرده بود. دستگیری عاملان این کشتار ادامه داشت تا آن‌که یکی از مهمترین عاملان آن در اوت ۲۰۲۰ در استان صلاح‌الدین دستگیر شد.
به گزارش صوت العراق، برخی از مسئولان عراقی، با توجه به اعترافات دستگیرشدگان از نیروهای داعش شرکت کننده در کشتار اسپایکر، یکی از آمران به قتل سربازان پایگاه هوایی اسپایکر را رغد حسین -دختر صدام حسین- معرفی کرده‌اند. با این وجود رغد، هرگونه ارتباط با این کشتار را انکار و تکذیب کرده‌است. با پیشرفت داعش در شمال عراق و تصرف تکریت، رغد اعلام خوشحالی کرد که به آرزوی بازگشت به وطن و دیدار با مقبره پدرش نزدیکتر شده‌است. این اظهار نظرش سبب شد تا دولت عراق به پلیس اینترپل برای وی به اتهام تحریک نیروهای تروریستی در عراق، اعلان جرم نماید.

### اقدام‌ها و پیشنهادها
کمی پس از فاجعه اسپایکر و در ژوئن ۲۰۱۴، سپاهی با نام «سرایا السلام» به فرماندهی مقتدی صدر در عراق شکل گرفت. این سپاه، همان سپاه «جیش المهدی» بود که در سال ۲۰۰۸ منحل شده بود. این واقعه در کنار فتوای سید علی سیستانی مبنی بر جهاد با داعش، یکی از انگیزه‌های اصلی عراقی‌ها برای تشکیل بسیج مردمی جهت حمله به داعش بود. این کشتار سبب شد تا اعتراضاتی نیز به نوری مالکی، نخست‌وزیر وقت توسط شهروندان عراقی وارد آید. به عقیده برخی از معترضان، نوری مالکی مهمترین سهل‌انگار در این ماجرا بوده‌است. در همین خصوص مقتدی صدر، درخواستی را با یک میلیون امضاء تهیه کرد که بر اساس آن، تحقیقات بیشتری در خصوص مسببان این فاجعه به جریان افتد. حیدر العبادی، نخست‌وزیر وقت عراق اعلام دستور داد تا کمیته‌ای جهت شناسایی و ارتباط با خانواده‌های کشته‌شدگان این حمله و بررسی مفقودین این واقعه تشکیل شود. او همچنین دستور شکل‌دادن یک گزارش مفصل دربارهٔ این واقعه را داد. به گزارش راشاتودی، پیتر بوکارت، مدیر سازمان دیدبان حقوق بشر، این اقدام داعش را جنایت جنگی و جنایت علیه بشریت دانست. سازمان جهانی دیدبان حقوق جهانی شیعه نیز، این روز را به عنوان «روز جهانی حقوق شیعه» نام‌گذاری کرد. فاضل الغراوی، یکی از اعضای کمیسون حقوق بشر در عراق، اعلان رسمی سازمان حقوق بشر برای جنایت جنگی دانستن این فاجعه را پراهمیت و مستوجب پرداخت غرامت از جانب سازمان‌های بین‌المللی به خانواده‌های قربانیان دانست. وی از اقدامات عراق در این راستا، به برگزاری نمایشگاه، سمینار، کمپین‌های رسانه‌ای و تولید مستندها اشاره کرد.
عواطف نعمه، نماینده وقت ائتلاف دولت در پارلمان عراق، با درخواستی از قوه قضائیه و دادستانی عراق؛ درخواست شفاف‌سازی در خصوص این واقعه را کرده و بر نسل‌کشی دانستن این واقعه علیه شیعیان، تأکید داشته‌است. وی همچنین گنجانده شدن این واقعه در کتاب درسی را لازم دانسته و پیشنهاد عزای عمومی اعلام کردن این روز در عراق را مطرح کرده‌است. سید عمار حکیم، رئیس جریان ملی الحکمه عراق، در پیشنهادی مطرح کرد که قرار گرفتن این واقعه در کتاب‌های درسی و شناسایی اجساد کشته‌شدگانی که هنوز اجساد آنان شناسایی و یافت نشده‌اند؛ در کاهش آثار مادی و معنوی این حادثه، مؤثر است. شیما التمیمی، یکی از نمایندگان پارلمان عراق نیز، در اظهاراتی خواستار رسیدگی مجدد به پرونده اسپایکر، به دور از تعارفات سیاسی شد.

### در هنر و رسانه
مستندی با عنوان خاطرات خبرنگار جنگ از فعالیت‌های زنی عراقی به نام ام قصی توسط وحید چاووش در سال ۱۳۹۷ تولید شد که به فراری دادن زندانیان داعش توسط یک زن عراقی در پایگاه اسپایکر پرداخته‌است. گروه هنری و رسانه‌ای فطرس مدیا نیز با انتشار مستندی کوتاه با نام «داعش، از پاریس تا اسپایکر» به مغفول ماندن تعداد زیاد قربانیان این جنایت اشاره داشته و آن را با قربانیان سایر حملات تروریستی داعش در سراسر دنیا و خصوصاً اروپا مقایسه کرده‌است. مستند بلند اینجا زمان ایستاده نیز که از تولیدات گروه فطرس مدیاست به افراط گرایی داعش در ماجرای اسپایکر و اسلام هراسی در اروپا پرداخته‌است.

## دیدگاه‌ها
پیتر بوکارت، مدیر دیدبان حقوق بشر، در واکنش به این اقدام داعش طی سخرانی‌ای گفت: «بربریت داعش، قوانین را نقض می‌کند و وجدان‌ها را به درد می‌آورد.» کاظم الشیماری، از اعضاء پارلمان عراق، معتقد است که فاجعه اسپایکر و اتفاقات سال ۲۰۱۴ میلادی در عراق اعم از سقوط شهرها و استان‌ها، بخاطر وجود فساد در بدنه حاکمیت رخ داده‌است. سید جواد شهرستانی در گفتگویی که کاردینال اعظم بوسنی داشت، از کشتار اسپایکر سخن به میان آورده و گفت: «در حادثه ای دلخراش و بسیار هراس‌انگیز ۱۷۰۰ نفر از بهترین فرزندان، در پایگاه اسپایکر عراق به دست تروریسم بین‌الملل مظلومانه در خون خود غلطیدند. اگر اروپا اخیراً زخم تروریسم را حس کرده‌است، ما بیش از قرن هاست که قربانی تروریسم بین‌المللی هستیم»

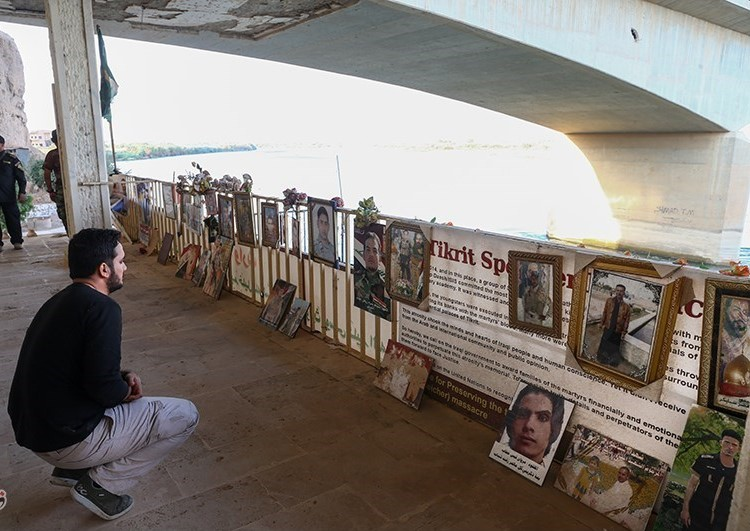
مراسم یادبود قربانیان کشتار اسپایکر در محل واقعه

سید محمد طباطبایی، معاون دبیرکل گروه عصائب اهل الحق عراق، در گفتگویی با خبرگزاری ابنا، مقصر اصلی این حادثه را فرماندهان عراقی دانست که با در خطر دیدن جان خویش، سربازان و پادگان را رها کرده و گریختند. همین‌طور نماینده وقت استان دیوانیه در این خصوص، فرماندهان پایگاه اسپایکر را به خیانت متهم کرد و درخواست بررسی اقدامات آنان گردید. محمد السعبری -از اعضاء سابق حزب الدعوة- معتقد است که عشایر شمال عراق، باقی‌ماندگان از حزب بعث و داعشیان تنها مقصران و عاملان این جنایت نبودند. وی به نقش حکومت ایران در این کشتار اشاره دارد و طراحی سناریوی به مسلخ بردن جوانان شیعه را به سازمان‌های اطلاعاتی ایران نسبت می‌دهد. بر اساس عقیده او، برای هیچ‌کدام از سربازان اسپایکر مدرک رسمی برای عضویت در یکی از ارگان‌های دفاعی عراق صادر نشده بود و این تعجب‌برانگیز است. وی هدف ایران را از این اقدام، سیطره بر شیعیان عراق، محتاج نگه‌داشتن عراق به کمک‌های ایران، استفاده از ذخایر عراق و ایجاد گروه‌های شبه نظامی در کشور همسایه برای مقابله با دشمنان خود تشریح شده‌است.